# Kongdok állomás
Kongdok (Gongdeok) állomás a szöuli metró 5-ös, 6-os, AREX és Kjongi‑Csungang (Gyeongui‑Jungang) vonalának állomása, mely Mapho-ku (Mapo-gu) kerületben található.

## Viszonylatok
| 5-ös vonal                                     | 5-ös vonal                           | 5-ös vonal                                                           |
| ---------------------------------------------- | ------------------------------------ | -------------------------------------------------------------------- |
| Mapho (Mapo) Panghva (Banghwa) felé            | fő vonal                             | Eoge (Aeogae) Szangil-tong (Sangil-dong) vagy Macshon (Macheon) felé |
| 6-os vonal                                     |                                      |                                                                      |
| Tehung (Daeheung) Ungam (Eungam) felé          | 6-os vonal                           | Hjocshang (Hyochang) park Sinne (Sinnae) felé                        |
| Kjongi–Csungang (Gyeongui–Jungang)             |                                      |                                                                      |
| Szogang (Sogang) Egyetem Munszan (Munsan) felé | személyvonat                         | Hjocshang (Hyochang) park Csiphjong (Jipyeong) felé                  |
| Hongik Egyetem Munszan (Munsan) felé           | Munszan (Munsan) piros expresszvonat | Jongszan (Yongsan) Csiphjong (Jipyeong) felé                         |
| AREX                                           |                                      |                                                                      |
| Szöul végállomás felé                          | személyvonat                         | Hongik Egyetem Incshoni (Incheoni) repülőtér 2 felé                  |